# Baia Discovery
La baia Discovery è una baia lunga circa 5 km e larga 3 alla bocca, situata sulla costa centro-settentrionale dell'isola Greenwich, nelle isole Shetland Meridionali, un arcipelago antartico situato poco a nord della Penisola Antartica. La baia è delimitata a est da punta Ash e a ovest da punta Cuenca (chiamata anche "punta Spark").
Nella baia, o comunque nelle cale presenti sulle sue coste, si gettano diversi ghiacciai tra cui il Fuerza Aérea, il Jorquera e il Traub.

## Storia
Nota ai cacciatori di foche sin dal 1821, la baia Discovery fu mappata per la prima volta nel corso di una spedizione antartica della serie delle Discovery Investigations svoltasi nel 1935; in particolare essa fu esplorata dai membri della nave Discovery II, che decisero di battezzarla come la propria imbarcazione. 
Nel 1947, i membri della prima spedizione antartica cilena, condotta nel 1947 al comando del commodoro Federico Guesalaga Toro, decisero di ribattezzarla "baia Cile", in virtù del fatto che sulle coste della baia fu instaurata la prima base antartica permanente gestita dal Cile, inizialmente chiamata "Base Soberana" e poi ribattezzata "Base Capitán Arturo Prat".

## Area antartica specialmente protetta
Nella baia sono presenti due siti marini che sono stati congiutamente designati come Area Specialmente Protetta dell'Antartide (ASPA) numero 144, al fine di proteggere le comunità bentiche presenti nelle loro acque, caratterizzate da una biodiversità relativamente alta soggette a programmi di ricerca a lungo termine.